# Antidesma eberhardtii
Antidesma eberhardtii là một loài thực vật có hoa trong họ Diệp hạ châu. Loài này được Gagnep. mô tả khoa học đầu tiên năm 1923.